# 苏洵
苏洵（1009年5月22日—1066年5月21日），字明允，四川眉山人。北宋文学家，唐宋八大家之一。他是蘇軾和蘇辙的父亲，父子三人被称为“三苏”，均名列“唐宋八大家”，有《嘉祐集》傳世。曾任校书郎、主簿等微官，追贈為光祿寺丞，贈太子太師。

## 生平

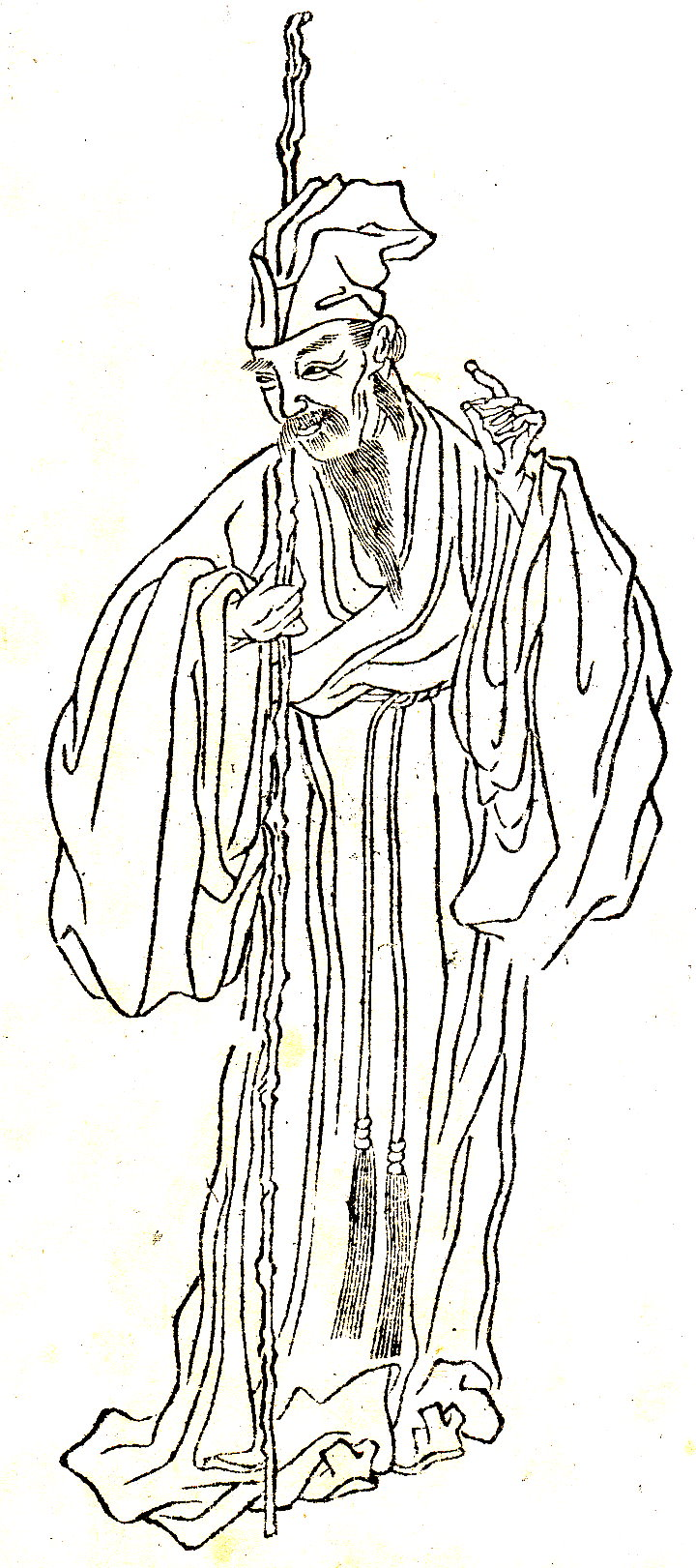
《晩笑堂竹荘畫傳》苏洵像

苏洵修編族譜，自称是初唐相國蘇味道后裔。然而苏洵自己也承认苏味道的后人与自己的高祖之间世系不可考证，苏洵的高祖才是信史的上限。苏洵的寻根方法，在当时就有人不以为然。柳立言认为苏洵修撰族谱编写世系，将三百多年前的唐代宰相苏味道当做自己家族的始迁祖，是看中苏味道的知名度，苏洵编订族谱的目的是不问亲疏，团结蘇姓人士，争取共享政治和社会资源，以虚构始祖来联宗。父親蘇序，母親史氏，有兩位兄長蘇澹、蘇渙。宋大中祥符二年（1009年）四月十五日洵出生於眉山，少時不好讀，19歲時娶妻程氏，程氏知書達禮，能課子讀書。
27歲時，苏洵才開始發奮讀書，準備年餘就陸續參加進士、茂才的資格考試，但都沒考上，不久就焚燒自己平常的文章，經過十多年的閉門苦讀，遂對《六經》、百家等學說進行通盤的了解，學業大進，頃刻間便能書寫數千字的文章。
嘉祐元年（1056年），攜二子蘇軾、苏辙赴汴京拜謁翰林學士欧阳修，苏洵亦獻上自己所著作的文章有二十二篇，受到欧阳修的賞識，以為「雖賈誼、劉向不過也。」士大夫爭相傳閱，文名因而大盛，一時之間汴京當地的學者競相模仿蘇氏所作的文章。
嘉祐二年（1057年），二子應試，同登金榜，轟動京師。但在喜悅之時，卻傳來其妻程氏病故的消息，父子三人聽到之後，心情從雲霄跌到谷底。嘉祐三年（1058年），宋仁宗召他参加考试时，他却稱病不赴。
嘉祐五年（1060年），經韓琦推薦得任秘书省校书郎，后為霸州文安主簿。又授命与姚辟同修《太常因革禮》一百卷，三月編成。當年又向朝廷呈上二十五篇《進論》，其中就包括《六國論》。
治平三年（1066年），四月二十五日於京師病逝，年五十八。六月具官船載，由二子軾、轍扶護出都城。從汴京入淮溯江而上抵江陵，十二月入峽延水路於次年四月抵家，十月與妻程氏合葬。追贈為光祿寺丞。

## 评价
- 苏洵《谏论》用“跳越渊谷”比喻文人向君王进谏，并认为如采取种种方法或诱使、或逼迫“勇者”、“勇怯半者”、“怯者”都能“极言规失”，国家就能兴旺。
- 曾鞏在《蘇明允哀辭》中稱「明允為人聰明辨智，遇人氣和而色溫，而好為策謀，務一出己見，不肯躡故跡。頗喜言兵，慨然有志於功名者也。」“其文言当世之要，颇喜言兵。”“指事析理，引物托喻。”“烦能不乱，肆能不流。”
- 歐陽修亦在《故霸州文安縣主簿蘇君墓誌銘》中指蘇洵「善與人交，急人患難，死則恤養其孤，鄉人多德之。」“博辩宏伟。”“纵横上下，出入驰骤，必造于深微而后止。”
- 叶梦得：“精深有味，语不徒发，正类其文。”
- 毛泽东：“看何等渊谷。若大河深溪，虽有勇者，如不善水，无由跳越。此等皆书生欺人之谈。”

## 蘇老泉疑雲
苏洵号“老泉”乃误传，蘇老泉是蘇軾。
南宋時，“苏老泉即苏洵”之说深入人心，《三字經》即有“蘇老泉，二十七，始發憤。”之語。
明清学者提出质疑，认为“老泉”是苏轼之号，苏老泉即苏东坡。最早提出质疑的是明代郎瑛，他在所著《七修类槁》中，明确指出“老泉为子瞻号”，“而叶少蕴《燕语》云：苏子瞻谪黄州，号东坡居士，其所居之地也。晚又号老泉山人，以眉山先茔有老翁泉，故云。又，梅圣俞有老人泉诗，东坡自注云：家有老人泉，公作此诗。又尝闻有‘东坡居士老泉山人’八字共一印，而吾友詹二有东坡画竹，下用‘老泉居士’朱文印章。据此，则老泉又是子瞻号矣，然岂有子犯父号之理？而欧阳公作者苏墓志，但言人号老苏，而不言其所自号，亦可疑者。岂此号涉一老字而后人遂加其父耶？叶、苏同时，当不谬也。”张燧在《千百年眼》一书中同意郎瑛观点。清代袁枚《随园诗话》、戚牧《牧牛庵笔记》、吴景旭《历代诗话》中，都认为“老泉”是苏东坡之号。章太炎在增修《三字经》时，就把“苏老泉，二十七”改为“苏明允，二十七”。
目前只有小說家者言，如冯梦龙的《醒世恒言》第十一卷《苏小妹三难新郎》中仍坚持：苏洵，字明允、别号老泉。